# Strafford (Missouri)
Strafford é uma cidade localizada no estado americano de Missouri, no Condado de Greene.

## Demografia
Segundo o censo americano de 2000, a sua população era de 1845 habitantes.
Em 2006, foi estimada uma população de 2014, um aumento de 169 (9.2%).

## Geografia
De acordo com o United States Census Bureau tem uma área de
6,0 km², dos quais 6,0 km² cobertos por terra e 0,0 km² cobertos por água. Strafford localiza-se a aproximadamente 454 m acima do nível do mar.

## Localidades na vizinhança
O diagrama seguinte representa as localidades num raio de 24 km ao redor de Strafford.